# Luidig Ochoa
{Luidig Ochoa   (La Victoria, 14 d'abril de 1980 - Maracay, 8 d'agost de 2014), també conegut com a «Cara e' muerto», va ser un animador en l'art audiovisual, actor, director, raper i convicte veneçolà, conegut principalment per ser el creador de la sèrie «Presó o Infern», basada en les seves vivències dins de les reguardes de la Planta i Tocorón, i la sèrie «Som Lladres». També va ser conegut per ser la parella sentimental de la vedette, model i actriu Jimena Araya.
Luidig Ochoa va créixer en La Victòria, estat Aragua. Va ser detingut en diverses reguardes juvenils fins aproximadament els catorze anys, edat també en la qual va obtenir la seva primera pistola. La primera vegada que va ingressar en un centre penitenciari va ser en La Planta, a Caracas, de ser detingut per funcionaris de la policia de Chacao per port il·lícit d'una arma de foc sol·licitada. Mai va rebre la sentència d'un tribunal malgrat haver estat dos anys detingut i va sortir en llibertat amb una mesura cautelar a causa del retard processal del seu cas. Dos anys després d'haver estat alliberat és ingressat en el Centre Penitenciari de Aragua (Tocorón) en ser arrestat per la policia regional per lesions greus i intent d'homicidi en Maracay. En Tocorón va formar part del carro de l'internat, el grup que porta el control intern, i va exercir en el penal com a estel, el segon líder de la presó, on va mantenir control de tres pisos de l'internat juntament amb altres reus.
Luidig queda en llibertat en 2008 després de cinc anys de detenció, novament sense ser processat. Després de sortir de la presó ingressa a Ávila TV per a treballar en les animacions, on elabora l'himne nacional del canal i va treballar per dos anys. Més endavant forma part de Veneçolana de Televisió, on va romandre durant any i mig i posteriorment va treballar en el Ministeri del Poder Popular per a la Comunicació i Informació. A causa d'enfrontaments en la presó i a la seva vida delictiva, Ochoa va obtenir diverses cicatrius en el cos, incloent ferides amb armes blanques producte i el rastre de quinze trets; tres d'aquests en el rostre, causa per la qual va obtenir el sobrenom Cara e' mort.

## Presó o Infern
Després de l'assassinat del seu únic germà Luis Alfonso Ochoa Fajardo, com a part d'una venjança, Luidig decideix allunyar-se definitivament de la delinqüència. Va vendre la seva pistola i amb aquests diners va comprar una computadora en la qual va aprendre a animar la seriï «Presó o Infern» que va difondre a través de YouTube, en la qual plasma les seves vivències mentre va estar detingut en les reguardes i mostra les precàries condicions penals de Veneçuela, incloent el retard processal, l'autoritat dels pranes per sobre dels directors dels penals, les celebracions realitzades en dates especials i la presència indiscriminada d'armes. En 2012 és interrogat per funcionaris del Servei Bolivarià d'Intel·ligència Nacional (Sebin), els qui li van suggerir editar i suavitzar les seves obres.

## Assassinat
Ochoa va ser assassinat el 8 d'agost de 2014 en Maracay, prop de la seva residència al carrer Independència. Segons informació subministrada pel CICPC, Ochoa va sortir de la seva residència en la seva motocicleta i va ser interceptat per un subjecte que portava una arma de foc, qui li va disparar en intentar robar la motocicleta. Els seus familiars van assenyalar que Ochoa rebia amenaces de mort 
constantment a través de xarxes socials a causa de les seves produccions. La seva mare, Dignamor Fajardo, va assegurar que Luidig va ser «assassinat pel govern».